# 119-й окремий бойовий вертолітний полк (СРСР)
119-й окремий бойовий вертолітний полк (119 ОБВП, в/ч 22660) — формування Радянської армії, що існувало у 1981—1992 роках.
Після розпаду СРСР у 1992 році на базі полку почалося формування 3-ї бригади армійської авіації України.

## Історія
- 119-й окремий бойовий вертолітний полк з базуванням на аеродромі Броди створено 1981 р. на основі директив ГШ ЗС СРСР від 17.05.1981 р. і командувача ПрикВО від 30.05.1981 р. як ВЧ 22660.[1]. Першим командиром полку був підполковник Данченков О. А., нач. майор Винников В. А., Начальником штабу — майор Яворський М. А. У склад частини увійшло 42 бойових Мі-24 і військово-транспортних 15 Мі-8[2].
- Перші польоти вертольоти полку виконали 6.08.1981 р. Ця дата вважається днем частини.
- З 1983 р. команди вертолітників з полку відряджалися в Республіку Афганістан «для виконання інтернаціонального обов'язку».

В 1983 р. в Афганістан відбула 1-ша вертолітна ескадрилья;
В 1984 р. — 2-га ланка 2-ї вертолітної ескадрильї;
В 1985 р. 1-ша вертолітна ескадрилья у повному складі;
В 1987 р. відряджалось 6 екіпажів полку;
В 1988 р. — 4 екіпажі.
За час перебування обмеженого контингенту радянських військ в Афганістані в цій країні діяло 420 службовців полку. З них бойові медалі отримали 56 ос., ордени Знак Пошани — 3 ос., За службу батьківщині — 107, Червоної Зірки — 124 ос., Бойового Червоного Прапора — 5, Леніна — 1 ос..
- 6.10.1988 р. 119-й полк отримав бойовий прапор[1].

## Матеріали
- 119-й отдельный боевой вертолетный полк [Архівовано 30 липня 2018 у Wayback Machine.] // skywar
- 55-й окремий Севастопольський вертолітний полк [Архівовано 15 липня 2018 у Wayback Machine.] // vertoletciki.forum